# Tuc dera Comassa
El Tuc dera Comassa és una muntanya de 2.394 metres que es troba entre els municipis de Canejan, a la comarca de la Vall d'Aran i França.